# Купальный спуск
Купа́льный спуск — спуск в городе Сестрорецке Курортного района Санкт-Петербурга, в историческом районе Тарховка. Проходит от Тарховского проспекта за Советский проспект (фактически — до Советского проспекта).
Название появилось в начале XX века в форме Купальный переулок. Связано с тем, что переулок выходил к купальням на берегу озера Сестрорецкий Разлив.
Первоначально переулок начинался от Федотовской дорожки. Участок от Федоровской дорожки до Тарховского проспекта был упразднен в 1970-х годах.
10 сентября 2019 года Купальный переулок переименовали в Купальный спуск. Это связано с устранением дублирующих названий (в Сестрорецке есть ещё один Купальный переулок). Статус «спуск» использован потому, что дорога имеет сильный уклон в сторону Сестрорецкого разлива. Одновременно Купальный спуск удлинили за Советский проспект в сторону разлива (этот новый участок фактически не существует, но предусмотрен проектом планировки).

## Достопримечательности
Купальный переулок упирается в объект культурного наследия федерального значения — парк усадьбы Авенариуса. На плане 1912 года эта часть парка обозначена как «сосновый парк».

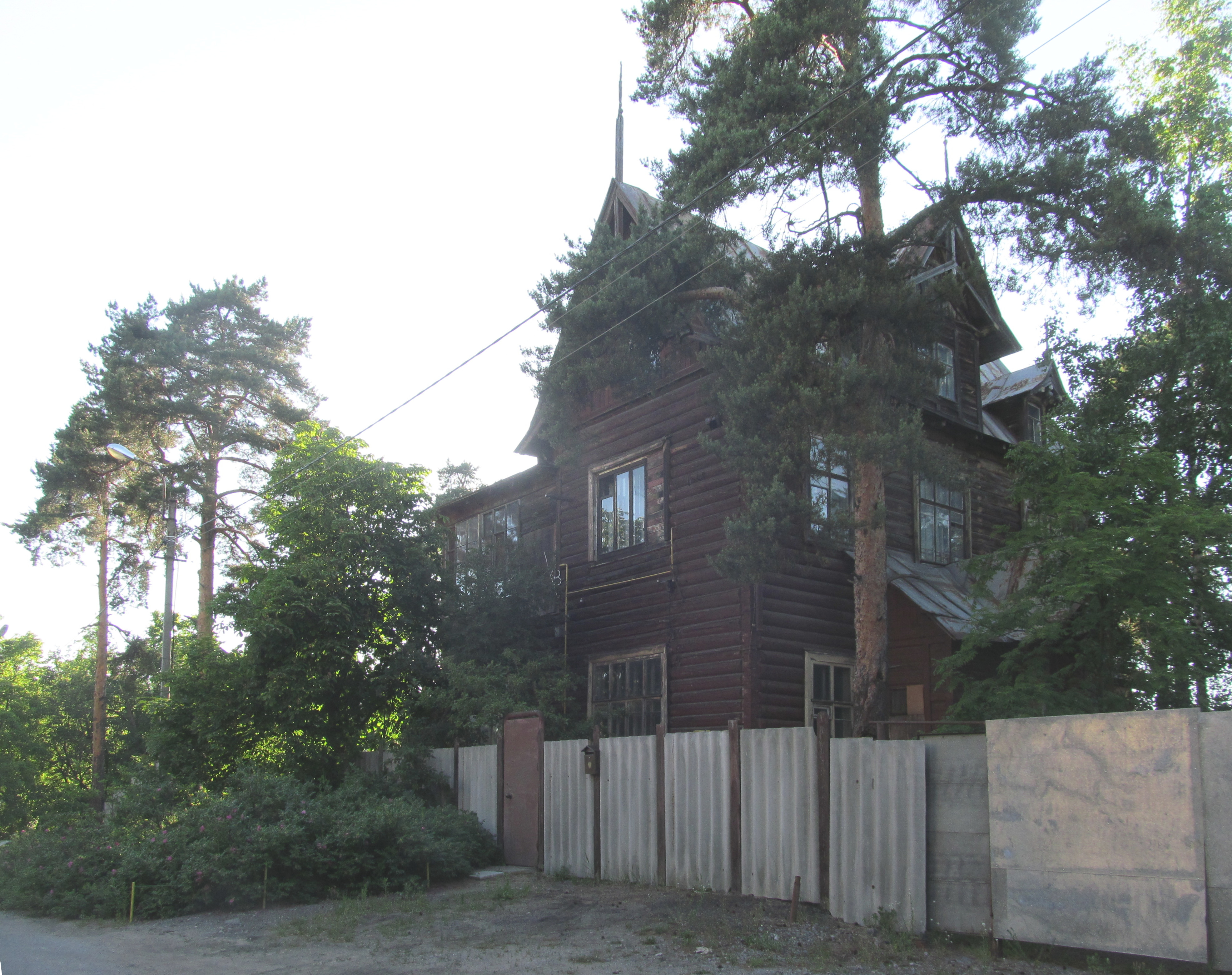
Дом Л. Ф. Фёдорова — здание Комендантского управления Ленинградского военного округа — жилой дом

На плане 1912 года к Купальному переулку кроме соснового парка примыкают 3 участка и выделенное «место для школы». Угловой участок, обозначенный на плане под номером 44 соответствует современному адресу Тарховский проспект, 52. Этот участок, как и ряд других был выделен летом 1902 года из земель Тарховской лесной дачи. Он был отдан в аренду подполковнику Главного Морского технического комитета Леониду Федоровичу Федорову, по заказу которого в 1903—1906 был выстроен в стиле модерн сохранившийся до нашего времени дом.